# Пептична виразка
Пептична виразка — доброякісний дефект слизової оболонки шлунка та дванадцятипалої кишки, що виходить за її межі та виникає внаслідок невідповідності чинників «агресії» і «захисту» у слизовій оболонці гастродуоденальної зони. Може бути як самостійною хворобою, так і симптомом багатьох захворювань. Розрізняють різні фактори ризику виникнення пептичної виразки. Ті, що модифікуються, (порушення харчування, тютюнопаління, алкоголь, лікарські засоби, зокрема нестероїдні протизапальні препарати (НПЗП), глюкокортикостероїди (ГКС), калію хлорид, сульфаніламіди, резерпін, протитуберкульозні препарати, стреси, деякі професійні чинники, недосконалий спосіб життя тощо) та ті, які не модифікуються (генетична схильність, гіперпродукція соляної кислоти та пепсину, вік, стать, порушення гастродуоденальної моторики тощо). Окремо виділяють термін «виразкова хвороба». Виразкова хвороба — це наявність пептичної виразки, яка виникла внаслідок персистування інфекції, яку спричинює бактерія Helicobacter pylori, у схильних до цього осіб.
Більшість пептичних виразок з'являються в дванадцятипалій кишці (верхня частина тонкого кишечника, одразу після шлунка), ніж в самому шлунку. Певна кількість випадків виразок шлунку є проявом злоякісних пухлин його, коли виразка являє собою дефект слизової оболонки та інших шарів стінки внаслідок розпаду пухлини, а не патогенетично пептичну виразку. Але в цій ситуації відрізнити за клінічними симптомами та навіть візуально при фіброгастроскопії одне від одного не є можливим. У такому разі для встановлення діагнозу потрібна біопсія, іноді неодноразова. Є особливі пухлини, що виділяють фактори, які спричинюють пептичні виразки (гастрінома тощо). Виразки дванадцятипалої кишки загалом доброякісні.

## Патогенез

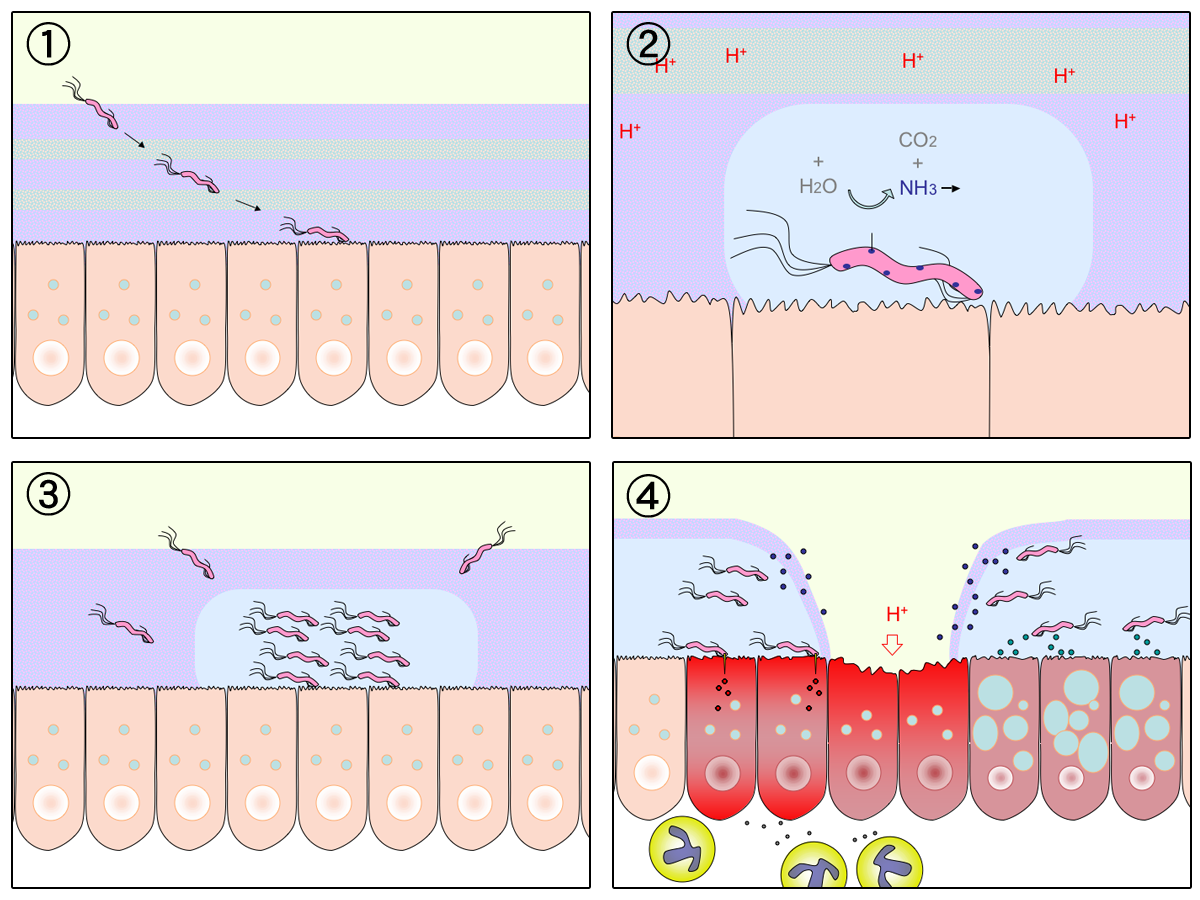
Розвиток виразки шлунку під дією бактерії Helicobacter pylori:
(1) Бактерія проникає до слизової оболонки шлунку.
(2) Аміак, що виділяють бактерії, нейтралізує середовище — зменшує кислотність вмісту шлунку.
(3)Більш нейтральна зона привертає нових бактерій.
(4) Коли заражена зона перетинає шар слизової оболонки, слиз розчиняє шлунковий сік, а після зникнення слизового шару руйнуються вже клітини епітелію.

Наприкінці XX століття як чинники, що сприяють розвитку хвороби, розглядали спадковість, порушення раціонального режиму харчування, зловживання гострою їжею, спиртними напоями, нервово-психічне перевантаження (стрес), але пізніше з'ясували, що ці фактори мають незначний ефект на розвиток пептичної виразки.
Головною причиною хвороби (понад 60% виразок шлунку і 90% виразок дванадцятипалої кишки) є хронічна інфекція Helicobacter pylori, спиралеподібна бактерія, яка втім не є спірохетою, а протеобактерією, що колонізує (тобто надовго поселяється, коли потрапляє до тіла) антральну слизову оболонку. Імунна система не в змозі знищити інфекцію, не зважаючи на появу антитіл. Тому бактерія може вчинити хронічний активний гастрит (гастрит типу B) або дуоденіт, приводячи до дефектів у регулюванні виробництва гормону гастрину цією частиною шлунку або дванадцятипалої кишки, що зумовлює збільшення секреції цього гормону. Гастрин, у свою чергу, стимулює виробництво шлункової кислоти тім'яними клітинами. Кислота роз'їдає слизову оболонку і спричинює пептичну виразку.
Інша важлива причина пептичної виразки — використання НПЗП. Слизова оболонка шлунку захищає себе від власної соляної кислоти за допомогою шару слизу, секрецію якого стимулюють деякі простагландини. НПЗП блокують функцію циклооксигенази-1 (ген cox-1), яка істотна для виробництва простагландинів. Новіші NSAID (целекоксиб, рофекоксиб) інгібують тільки cox-2, яка менш істотна для функції шлунковій слизової оболонки, і зменшують ризик виникнення пов'язаної з НПЗП пептичної виразки приблизно вдвічі.
Глюкокортикоїди приводять до атрофії всіх епітеліальних тканин. Проте, їх роль у виникненні пептичної виразки невелика.
Стрес також практично не впливає на розвиток пептичних виразок. Серйозні травми, проте, інколи приводять до «стресових виразок» у багатьох пацієнтах, які знаходяться на штучній вентиляції легень.
Куріння також має роль у виникненні пептичних виразок. Воно приводить до атеросклерозу і спазму судин, зумовлює судинну недостатність, сповільнюючи швидкість репаративних процесів і підсилюючи секрецію шлунку, таким чином просуваючи розвиток виразок через ішемію судин і слизової.
Спадковість інколи відіграє роль у розвитку виразок дванадцятипалої кишки, особливо, за спадкування групи крові O(I). Можливо, що спадковість не має значення у випадку виразок шлунку.
Гастрінома (пухлина острівкового апарату підшлункової залози, також відома як синдром Золлінгера — Еллісона), та рідкісні пухлини, що виділяють гастрін, спричинюють багаторазові та тяжкі в лікування пептичні виразки, що складають близько 4% виразок шлунку та незначну кількість виразок дванадцятипалої кишки.

## Клінічні прояви
Пептичну виразку спостерігають в будь-якому віці, але частіше у чоловіків 25-50 років. Як правило, виразки розташовуються в початковій частині дванадцятипалої кишки або по малій кривизні шлунка, мають круглу або овальну форму й розміри від декількох мм до 5-6 см у діаметрі. Частіше у хворого на виразкову хворобу є одна виразка, але іноді спостерігають дві виразки одночасно (у тому числі, одна — у шлунку й одна — у дванадцятипалій кишці). При виразковій хворобі в більшості хворих продукція шлункового соку і його кислотність збільшені, підвищений і тонус блукаючого нерва, що регулює шлункову секрецію. У деяких випадках розвитку виразкової хвороби передує гастрит.
Основна скарга при виразковій хворобі — періодичний біль у підреберній ділянці, пов'язаний із прийомом їжі: в одних випадках він виникає через півгодини — година після їжі, в інших — через 2-4 години після їжі або натще («голодний біль», що проходить після прийому їжі). Біль супроводжується печією, яку знімає прийом питної соди; можливі нудота, блювання, запори. Іноді виразкова хвороба довгий час перебігає без клінічних проявів. Характерна періодичність у перебігу хвороби: чергування періодів загострень (частіше — навесні й восени) і ремісій.

Ускладненням виразкової хвороби є просування виразки в навколишні органи (пенетрація) — підшлункову залозу, печінку, жовчний міхур або жовчні протоки. При руйнуванні виразковим процесом всієї товщі стінки шлунка або кишки наступає прорив (перфорація) виразки в черевну порожнину, що супроводжується гострим («кинджальним») болем у животі й розвитком перитоніту. Інше небезпечне ускладнення — виразкова кровотеча внаслідок руйнування стінки судин в зоні виразки, що проявляється геморагічним шоком: раптовою слабістю, непритомністю, кривавою блювотою («кавовою гущавиною»), рідкими темними (чорними) випорожненнями з неприємним запахом (мелена), гострою анемією. При хронічних багаторічних виразках спостерігають інтенсивне розростання ущільненої рубцевої тканини по їхніх краях; при звичайній локалізації виразки це може вести до рубцевого стенозу з порушенням евакуації їжі зі шлунка. Іноді тривала хронічна виразка шлунка перероджується в рак (малігнізація).

## Діагностика
Основним методом діагностики пептичної виразки є ендоскопічне дослідження шлунку та 12-палої кишки, що дозволяє візуально вивчити стан слизової оболонки, встановити розташування й характер виразки, провести біопсію. Проводять різні дослідження на підтвердження наявності H. pylori (дихальний уреазний тест, виявлення антитіл в крові, антигенів в калі).
Рентгенологічне дослідження є на сьогодні додатковим методом діагностики пептичної виразки. Можливе застосування рентгеноскопії шлунку і кишечника з контрастуванням барієвої суспензії. Також певну діагностичну чутливість мають спеціальні ретгенологічні методи, що застосовують нині рідко:
1. подвійне контрастування з додатковою інсуфляцією повітря в шлунок;
2. парієтографія з додатковим введенням газу в порожнину шлунка і черевну порожнину;
3. релаксаційна дуоденографія у штучній гіпотонії дванадцятипалої кишки з додатковим введенням хворому атропіну, метацину — при цьому усуваються функціональні спазми, сповільнюється транзит контрасту.

Рентгенологічне дослідження повинне бути поліпозиційним, у вертикальному і горизонтальному положеннях хворого для досягнення «тугого» заповнення рентгеноконтрастом всіх відділів шлунка і дванадцятипалої кишки.
Симптом «ніші» вважають прямою рентгенологічною ознакою виразки. Розрізняють контурну «нішу» — депо барієвої маси з чіткими контурами, конічної, подовженої або трапецієподібної форми, визначають за контуром шлункової тіні. «Рельєф-ніша» розташована на передній або задній стінці шлунка або дванадцятипалої кишки і являє собою стійке депо барію серед складок слизової оболонки — «пляма» на рельєфі. «Ніша» може не проявитися при тампонаді виразки фібрином або згустками крові.

## Лікування
Хворим з симптомами пептичної виразки, коли діагноз ще не поставлений, тобто до проведення фіброгастроендоскопії та досліджень на H. pylori, часто призначають антацидні препарати або блокатори H2-гістамінових рецепторів або інгібітори протонної помпи. Інколи використовують сполуки вісмуту. Пацієнтам, які приймають НПЗП, призначають аналоги простагландинів (наприклад, місопростол).
Якщо підтверджена інфекція H. pylori, то проводять ерадикацію збудника антибіотиками разом з інгібіторами протонної помпи (PPI). Стандартною терапією при гелікобактерній інфекції на сьогодні є так звана «однотижнева потрійна терапія». Наприклад, ефективною комбінацією є амоксицилін + метронідазол + пантопразол. Але є й інші комбінації препаратів, які включають інші інгібітори протонної помпи, наприклад, езомепразолу, омепразолу, лансопразолу, рабепразолу, або використовують кларитроміцин для хворих з алергією до похідних пеніциліну (ампіцилін, амоксицилін) чи до макролідів.
Лікування H. pylori зазвичай приводить до знищення інфекції, після чого прояви звичайно проходять і виразки загоюються. Проте, може відбутися і повторна інфекція, у цьому випадку потрібний і повторний курс лікування, вже з іншими антибіотиками. Починаючи з широкого поширення використання PPI і антибіотиків проти H. pylori в 1990-х роках, хірургічні процедури (подібні до ваготомії, тобто перетинання відділів блукаючого нерву для зниження секреції шлункового соку, або резекції шлунка) для неускладнених пептичних виразок вже не використовують.
Перфорація пептичної виразки потребує негайного хірургічного втручання, обсяг якого залежить від того, які органи залучені до процесу пенетрації. У випадку виразок, що кровоточать, проводять ендоскопію для зупинення кровотечі безпосереднім втручанням на виразку (коагуляція тощо).
Також для лікування виразки шлунку застосовують вітамінні препарати: вітамін B5 (пантотенова кислота) та U (метілметіонінсульфонія хлорид).
Пантотенова кислота (вітамін В5) чинить потужний репаративний ефект на слизові оболонки. Дефіцит в організмі пантотенової кислоти призводить до утворення у шлунку надлишку соляної кислоти. Підвищені дози пантотенової кислоти, навпаки, гальмують секреторну функцію шлунку. Також пантотенова кислота стимулює перистальтику кишечника.
Вітамін U сприяє зменшенню шлункової секреції і чинить знеболювальний ефект. Це досягається за рахунок того, що вітамін U бере участь у реакціях метилювання біогенних амінів. Наприклад, здійснивши метилювання гістаміну, вітамін U перетворює його на неактивний N-метілгістамін.